# Casco de colmillos de jabalí

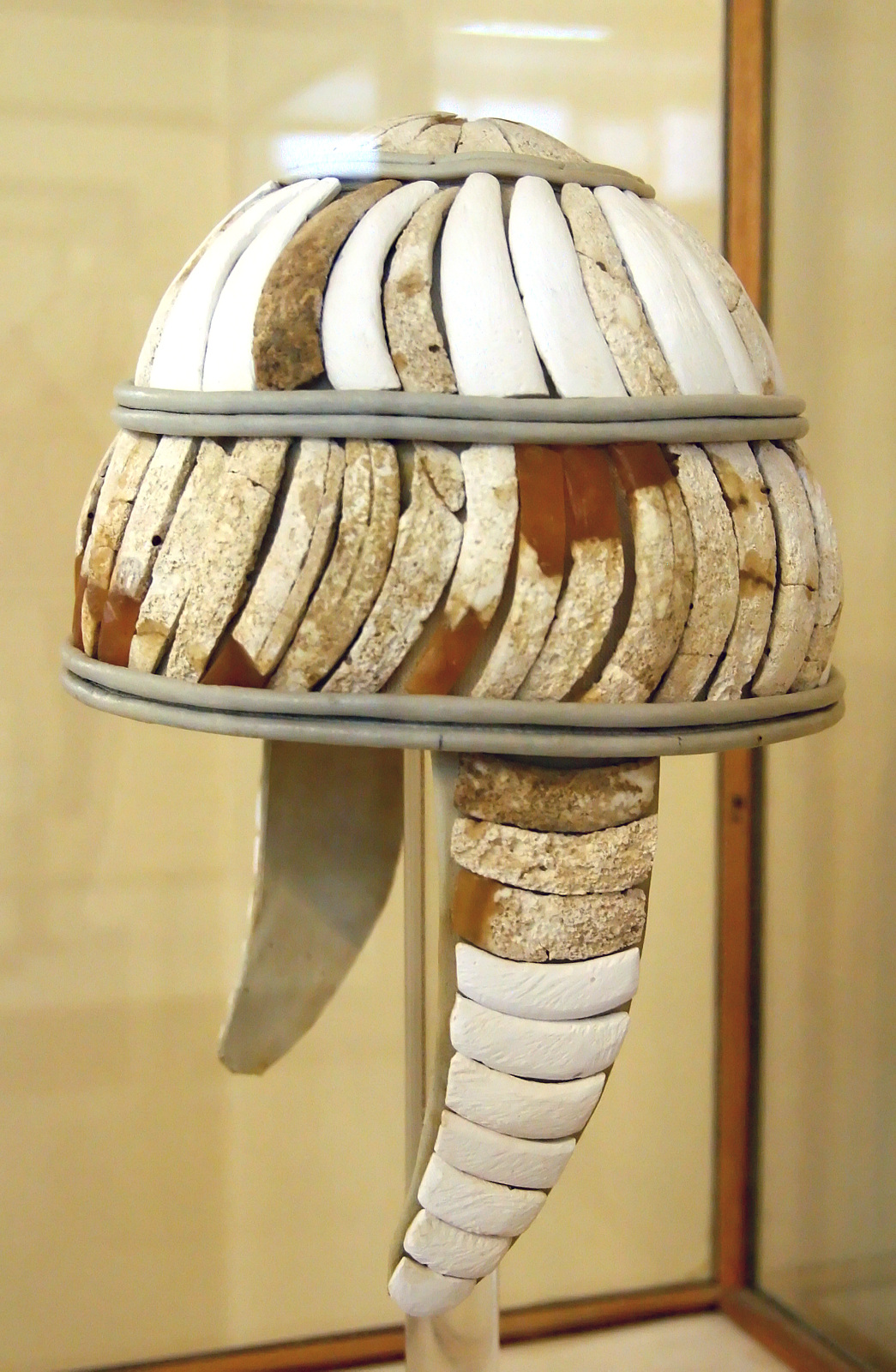
Casco de colmillos de jabalí, Museo Arqueológico de Heraclión.

El casco de colmillos de jabalí es un casco formado por numerosos colmillos de jabalí hecho de cuero, utilizado en la época de la civilización micénica. Descrito por Homero en la Ilíada.

## Historia
En el año 1960 fue descubierto en la tumba de un guerrero del siglo XV a. C. , en el pueblo griego de Dendra cerca de Micenas. Junto a la placa de armadura más antigua conocida se encontraron los restos de un casco que había sido reforzado con dientes de jabalí y poseía piezas de protección de mejillas hechas de bronce. Para la confección de tal casco se necesitaban los dientes de aproximadamente 30 a 40 jabalíes.
En la Ilíada de Homero es descrito detalladamente un casco de colmillos de jabalí. Se trataba de un casco de cuero, en cuyo interior se pegó una gorra de fieltro. En la parte exterior se fijaron y alinearon numerosos dientes de jabalí.